# Ferdinand Radovan
Ferdinand Radovan, operni pevec hrvaško-slovenskega rodu, baritonist, * 26. januar 1936, Reka, Italija, † 1. februar 2009, Ljubljana.
Solopetje je študiral v Beogradu pri Juliji Pejnović in Zdenki Zikovi. Debutiral je leta 1964 v Beogradu v vlogi očeta Germonta. Tu je ostal leto dni, zatem je bil pet mesecev angažiran v Sarajevu, v Ljubljani pa je nastopal od sezone 1965/1966. Vmes je nastopal tudi v Gradcu in imel številne koncerte v tujini. Največji uspeh je dosegel z nastopom v Metropolitanski operi.
Je oče Norine in Rebeke Radovan.

## Vloge
- grof Luna (Trubadur)
- Niko (Ekvinokcij)
- Jago (Otello)
- Renato (Ples v maskah)
- Amonasro (Aida)
- Scarpia (Tosca)
- Gerard (Andree Chenier)
- Rigoletto
- Figaro (Seviljski brivec)